# Waitetuna
Waitetuna est une localité rurale située dans le district du Waikato et la région de Waikato dans l’île du Nord de la Nouvelle-Zélande.

## Situation
Elle est localisée dans la vallée du fleuve Waitetuna (en), en amont du mouillage de Raglan Harbour.

## Histoire
L'analyse des pollens des sédiments du bras du mouillage de Waitetuna montre que la végétation originale de la vallée était formée de kahikatea sur le plat et une forêt mêlant bois dur et podocarpacées sur les pentes avec des totara,
maire (en), matai, rimu, rata, beech et fougères arborescentes.
Les arbres de type Kauri sont présents, mais peu abondants.
Waitetuna est une partie du rohe des Ngāti Māhanga (en).
En septembre 1864, après l’invasion de la région de Waikato (en), le gouvernement acheta le bloc de Waitetuna, s’étendant sur 20 840 acres au niveau de la rivière Waipa, allant du sommet du Mont Pirongia jusqu’aux terrains de Te Uku (en), pour 1 500 £. En 2018, le tribunal de Waitangi rapporta que l’achat du secteur de Waipa–Waitetuna survint durant l’occupation militaire des terres par la Couronne dans la région de Waikato (comprenant la zone couverte par l’achat du bloc), qui fut mené avec le but express de briser l’autorité des Māori, comprenant le droit coutumier sur le sol.
Bien que les évidences ne soient pas suffisantes pour dresser des conclusions fermes, l’aspect de ces achats méthodiques ressemble à un processus de compensation pour la confiscation des terres.
La plupart des fermes furent achetées par le gouvernement au cours de l’année 1900 et le bush qui était dessus fut débité ou brûlé.

### Routes
Il y a trois routes qui desservent Waitetuna :
- la route principale est la route State Highway 23/SH23 (en), qui relie la ville d’Hamilton à celle de Raglan[5]. Elle formait une déviation de la route Old Mountain Rd entre 1907 et 1912.
- La route Waitetuna Valley Road se dirige vers le sud en direction de la ville de Te Pahu et de Te Awamutu. Elle suit l’ancien Aramiro Track[6] en 1909[7] et vers ‘Fillery Rd‘ vers 1990[8].
- Old Mountain Road était à l’origine la route principale. Elle fut formée comme une extension de la première route construite en 1863 à partir de la ville de Raglan via Okete en direction du fleuve Waitetuna (en)[9]. L’histoire du comté nous dit : « Pour une douzaine d’années ou plus, avant que le comté ne soit formé en 1875, 10 miles de route grossière et sale, juste assez large pour laisser passer une carriole tirée par un cheval, reliait le centre-ville de Raglan avec le fleuve Waitetuna. De là, la route carrossable (initialement connue sous le nom de Tikihouhou Track), faite par l’armée durant la guerre de Waikato, grimpait sur un trajet tortueux à travers la chaîne des montagnes mais était si étroite et si raide dans ce secteur qu’on ne pouvait y faire passer des véhicules »[10]. Elle devint néanmoins la route vers Hamilton en 1879[11].

La route principale était une route non goudronnée entre 1914 et 1921 et le goudronnage débuta en 1937 mais ne fut pas terminé avant 1961.

### Chemin de fer
La localité de Waitetuna devait aussi avoir une ligne de chemin de fer.
En 1923, le chemin de fer du district de Waikato-West Coast fut mis en place dans le cadre du 1914 Local Railways Act,.
Il fut réalisé une évaluation détaillée pour la mise en place d’une ligne d’écartement : 2 ft 6in gauge railway (en), et il y avait même un contracteur prêt à construire la ligne, passant à travers les vallées de la rivière Kaniwhaniwha et le fleuve Waitetuna (en) rejointes l’une à l’autre par un tunnel de 18 chaînes (360 m) au-delà du site de l’école de Te Uku School et des chutes Okete Falls, et le long de l’angle du mouillage en direction de la ville de Te Uku.
Toutefois, le projet reçut l’opposition ferme du MP local Alexander Young (en).
La proposition du bureau local fut battue dans une élection en 1923 et le board fut dissout en 1928.

## Démographie
Le secteur de Waitetuna School dépend de l'îlot (meshblock (en)) 0861000, qui donne comme résultats du recensement :
| Année | Population | Âge moyen | Logements | Revenus moyens | Moyenne nationale |
| ----- | ---------- | --------- | --------- | -------------- | ----------------- |
| 2001  | 72         | 40,2      | 27        | 22 500 $       | 18 500 $          |
| 2006  | 81         | 40        | 27        | 36 300 $       | 24 100 $          |
| 2013  | 93         | 35,5      | 36        | 36 300 $       | 27 900 $          |
| 2018  |            |           |           |                | 31 800 $.         |

## Éducation
L’école de Waitetuna school est une école publique, mixte, assurant le primaire, allant des années 1 à 8 avec un effectif de 58 élèves en 2020.
Elle ouvrit le 3 septembre 1962.
Jusqu’au 24 août 1903, l’école Te Uku fut connue comme l’école Waitetuna Aramiro School mais fut fermée en 1964 et les enfants transférés vers Waitetuna.